# Thamnotettix chohakusanus
Thamnotettix chohakusanus är en insektsart som beskrevs av Matsumura 1915. Thamnotettix chohakusanus ingår i släktet Thamnotettix och familjen dvärgstritar. Inga underarter finns listade i Catalogue of Life.